# چهارباغ گروس
چهارباغ گروس عمارت و باغی در جنوب شهر بیجار مرکز ولایت گروس، منسوب به دوره صفویان، دارای کوشکی دو طبقه، آب‌نماها و مجسمه‌های مرمرین بود. در مرآة البلدان احداث آن به سال ۱۱۰۴ ه‍.ق نسبت داده شده است. (اعتمادالسلطنه، ج ۴، ص ۱۹۰۴–۱۹۰۵).
این چهارباغ در زمان لطفعلی‌خان حاکم گروس و همزمان با دوره صفویه بنا شده.
دورادور پارک را درختان صنوبر احاطه کرده بود، همچنین درختان میوه
ساختمان‌ها و بناهای این باغ و محوطه زیبا و معروف متأسفانه از بین رفته است.

## چارباغ گروس در مرآة البلدان به قلم اعتمادالسلطنه
چارباغ گروس باغی است در سمت جنوب قصبه بیجار واقع و به واسطه خیابان‌های طویل عریض منقسم به چهار قسمت شده و به همین جهت موسوم به این اسم شده. در این باغ درخت‌های تبریزی قوی هیکل سر به هوا کشیده و با وجود عظمت و قطر طوری با هم مرادف و در یک خط مستقیم واقع است که گوئی دیواری راست و مرتفع است. در این باغ اقسام میوه‌های خوب به عمل می‌آید خاصه سیب و گلابی آن که کمال امتیاز را دارد. در وسط باغ عمارتی عالی بنا کرده‌اند. در جلو یکی از ایوان‌ها که به اصطلاح اهل بلد تالار ایوان نامیده می‌شود، در طرف شرق، حوضی از مرمر ساخته شده که به آن امتیاز، حوض کمتر دیده می‌شود. حوض مزبور از مرمر زرد منقوش است. در چهار گوش حوض چهار مجسمه اژدر از مرمر ساخته شده که از دهن آن‌ها آب جاری می‌شود. به علاوه روی اضلاع حوض و پیچ و خم اژدرها فواره‌های کوچک از مرمر ساخته شده که از همه آنها آب جستن کرده به حوض می‌ریزد. پاشویه حوض نیز از مرمر منبت است. الحق حجاری و منبت‌کاری این حوض طوری ممتاز است که ناظران و بینندگان را واله می‌نماید. چهار ایوان (تالار ایوان) بزرگ دارد که طول دهنه هر یک چهارده ذرع و نیم است و هر ایوان به واسطه دو ستون مرتفع که از چوب منبت با سر ستون‌های چوبی منبت ترتیب یافته افراشته شده است. در وسط، عمارت بالاخانه ساخته شده که مشرف به تالارها است و ارسی‌های کار قدیم ممتاز و شیشه‌بری‌های ریزه بسیار اعلی دارد که محل نظر است و ارسی‌ها را که بالا کنند تالارها منظر بالاخانه می‌شود. این عمارت و باغ را لطفعلی‌خان حاکم گروس جد ششمی جناب حسنعلی خان وزیر فوائد ـ که در اواخر سلطنت شاه سلیمان و در تمام مدت پادشاهی سلطان حسین صفوی حکومت گروس را داشته ـ در سنه هزار و صد و چهار هجری بنا کرده است و چون در امتداد زمان و انقلاب‌ها رو به خرابی نهاده بود، جنت جایگاه نایب‌السلطنه عباس میرزا تاب الله ثراه هنگام عبور از گروس و اقامت دو روزه در بیجار و حوالی آن به محمدصادق خان والد جناب حسنعلی خان که آن زمان حاکم آنجا بوده امر به تعمیر آن فرمودند و مبلغی هم از برای مصارف و مخارج تعمیر آن به محمدصادق خان دادند و مشارالیه با کمال سلیقه در مرمت و توسعه عمارت و باغ مزبور کشیده ازاره‌های تالارها را مرمر کرده و استاد محمد رضای حجار مشهور اصفهانی آنها را حجاری و منبت نموده و کتیبه‌ای هم که اشعار بسیار خوب دارد به خط میرزا رضای خوشنویس معروف در مرمرهای ازاره ترقیم یافته که شعر آخری آن که ماده تاریخ تعمیر آنجا است و مطابق با سنه هزار و دویست و چهل و چهار است این است:
| کلک هجران بهر تاریخش بزد جامی و گفت |  | «دایماً شاداب باد از مقدمت این لاله‌زار» |

و ایهامی در این شعر است و آن در لفظ بزد جامی است یعنی معادل عدد «جامی» را منها کنند باقی ماده تاریخ است.